# ロンドン・コーリング (曲)
「ロンドン・コーリング」（London Calling）は、イギリスのパンク・ロックバンド、ザ・クラッシュのアルバム『ロンドン・コーリング』のオープニング・ナンバー、及び同作からのリカット・シングル。この黙示録的、政治的メッセージを込めた怒号は、レゲエベースラインに乗ったパンキッシュギターとボーカルという、バンドの有名なコンビネーションを特色とする。

## 概要
ジョー・ストラマーとミック・ジョーンズによるこの曲のタイトルは、BBCが第二次大戦中に占領地向け放送で使用した「こちらロンドン (This is London calling ...)」にちなむ。
歌詞は、1979年に起きたスリーマイル島原子力発電所事故へのストラマーの関心を反映している。ストラマーは言う。「俺達は斜面を滑り落ちまいとあがき、爪の先で引っ掛かっている。誰も俺達を助けてはくれない」
サビの歌詞の一節 "London is drowning/And I live by the river" は、テムズ・バリアー建設の影響でテムズ川が氾濫し、ロンドン中心部が水没するのではないかという懸念による。
歌詞は、まだバンドが当時多大な借金にあがいていた事への絶望感を反映している。マネージメント不在でこのアルバムを1枚で出すか2枚組にするかの言い争い。イングランドで1977年に起きたパンク・ロックブームがすでに過ぎていたことへの不安。
音楽的には、初期の「出世のチャンス」、「反アメリカ」に代表される狂熱的な「I-IV-V-I」コード進行から脱却した。この曲はクラッシュが滅多に使わなかった短調で、葬送歌のようであり、天啓的な感覚はトッパー・ヒードンの裏打ち無しの勇ましいドラミング、完全に同期の取れたスタッカートコードストローク、ポール・シムノンの忘れがたい脈打つベースライン、バンドによる意図的なミディアムテンポ、ストラマーの氷のような歌詞と悪意に満ちた演説により増強された。ストラマーの間奏での狼のような遠吠え、あるいは七面鳥のような鳴き声は、曲全体に漂う孤独感と偏執をさらにあおる。アルバムの他の曲、たとえば「いかさまカード師」、「リヴォリューション・ロック」や「ジミー・ジャズ」のように、この曲はロックでよくあるトニックやフェードアウトによる終わり方をせず、ピート・タウンゼント影響下（ストラマーは「そんなに似てないだろう」と言うが）のモールス信号の繰り返しで終わる。
北ロンドンのハイベリーにあるウェセックス・スタジオで録音された。このスタジオはセックス・ピストルズ、プリテンダーズ、トム・ロビンソン・バンドにより人気は実証されている。プロデューサーはガイ・スティーヴンス、エンジニアはビル・プライスである。
このシングルには、いくつかの版がある。1979年にはカタログナンバー「8087」、「S CBS 8087」、「128087」、「S CBS 8087」の4版。1988年には「ロンドン・コーリング」、「新型キャデラック」、「しくじるなよルーディー」の3曲を収録し、ポスターとバッジが2つ付いた特別限定盤ボックスセット（カタログナンバー「CLASH B2」）。1991年にはCBSレコードから、B面に「新型キャデラック」を収録したカタログナンバー「656946」「31-656946-22」の2版（後者は「リターン・トゥ・ブリクストン」を追加収録）。

## 売上と反応
イギリスではアルバムからの唯一のリカット・シングルで、1979年12月に11位に到達した。アメリカでは「トレイン・イン・ヴェイン」のB面曲なのでチャートとは関係ないが、シングル自体は全米ポップチャートで23位となり、バンドをブレークさせた。オーストラリアでは40位に入った最初のクラッシュの曲となる。この曲及びアルバムの成功は、雨の中、テムズ川の船上で演奏する様子を撮影したドン・レッツの印象的なビデオによるところが大きい。
10週後に一度チャートから外れたが後に2度チャートインし直し、結局トータルでは15週間チャートインしている。
長年に亘り、「ロンドン・コーリング」はクラッシュの最高傑作と評価されている。2004年にはローリングストーン誌の「最も偉大な500曲 (500 Greatest Songs of All Time)」で15位に選ばれた。1989年には同名アルバムが同誌の「1980年代のベストアルバム」に選ばれている。
2003年のグラミー賞授賞式で、ブルース・スプリングスティーン、エルヴィス・コステロ、デイヴ・グロール、スティーヴ・ヴァン・ザント (Steven Van Zandt)、ピート・トーマス (Pete Thomas)、トニー・カナル (Tony Kanal)（ノー・ダウト）によるスーパーバンドがこの曲をストラマーの追悼に演奏した。2002年にロックの殿堂の授賞式で、スプリングスティーンがクラッシュと一緒に演奏することを持ちかけていたが、クラッシュのメンバーは1000ドル以上の入場料が必要な式典での演奏よりファンの前で演奏することを望み、これを拒否した。ストラマーはバンドの再結成を望んでいたが、この夢は彼の死とともに潰えた。
VH1による『100 Greatest Songs of the '80sに於いて、42位にランクイン。
『ローリング・ストーン』誌が選んだ「オールタイム・グレイテスト・ソング500」「オールタイム・グレイテスト・ギター・ソングス100」に於いて、それぞれ15位と48位にランクイン。